# Hybomitra brachybregma
Hybomitra brachybregma är en tvåvingeart som beskrevs av Yu 1990. Hybomitra brachybregma ingår i släktet Hybomitra och familjen bromsar. Inga underarter finns listade i Catalogue of Life.